# Neuer Landesdienst Hannover - Kulisse
Der Neue Landesdienst (nld), zeitweilig auch Neuer Landes-Dienst. Niedersächsischer Landesdienst, im Nebentitel NLD und Neuer Landes-Dienst Hannover sowie Neuer Landesdienst Hannover – Kulisse sowie NLD-Bild und NLD-Sport, ist eine über die Zeitschriftendatenbank für die Jahre 1958 bis 1963 nachgewiesene Zeitschrift in Maschinenschrift und zugleich der Name einer Nachrichtenagentur. Ihr Gründer und Eigentümer war Kurt Ihlefeld, der zuvor – zur Zeit des Nationalsozialismus und der Besatzung Frankreichs durch die Wehrmacht – unter anderem Hauptstadtkorrespondent des NS-Organs Völkischer Beobachter gewesen war. In den frühen Jahren der Bundesrepublik Deutschland war Ihlefeld unter anderem Mitglied der rechtsgerichteten Deutschen Partei (DP) und agitierte über den NLD beispielsweise gegen die „[…] SPD-Herrschaft“.
Der NLD war vor allem auf aktuelle politische Berichterstattungen spezialisiert, unterhielt neben dem Standort in Hannover eine Redaktion in der damaligen deutschen Bundeshauptstadt Bonn und wurde vom Bundespresseamt sowie dem deutschen Verteidigungsministerium gesponsert.